# شودوگ (بوتان)
شودوگ (به لاتین: Shodug) یک منطقهٔ مسکونی در بوتان (کشور) است که در استان پارو واقع شده‌است.